# Саратовский завод резервуарных металлоконструкций
Саратовский завод резервуарных металлоконструкций — завод по выпуску резервуарных металлоконструкций. Расположен в городе Саратов. Основан в 1947 году.

## История
Предприятие было создано на базе ремонтно-механических мастерских, занимавшихся ремонтом машин и механизмов, задействованных на строительстве газопровода Саратов-Москва (мастерские были созданы осенью 1945 года на основании приказа начальника Главного Управления Авиационного Строительства НКВД СССР Л. Б. Сафразьяна). В 1947 году мастерские превратились в ремонтный завод, где имелось соответствующее оборудование.
В 1947 году заводу было дано наименование ремонтно-механический завод, его директором был назначен Георгий Павлович Петелин.
На выпуск резервуарных металлоконструкций завод перешёл в 1950-е годы.
В 1973 году директором был назначен Константин Георгиевич Федотов. В 1979 году директором назначен Николай Георгиевич Мараев. В 1984 году директором назначен Александр Семенович Саратовский.

## Продукция
Завод выпускает металлоконструкции вертикальных сварных стальных цилиндрических резервуаров ёмкостью до 100 тысяч кубометров (для нефти, нефтепродуктов, воды), металлоконструкции вертикальных цилиндрических стальных сварных резервуаров ёмкостью до 50 тысяч кубометров, силосы.
Изготовленные на заводе по индивидуальным заказам металлоконструкции использовались на строительстве объектов Саратова: дворец спорта «Кристалл», кинотеатр «Экран», театр им. К. Маркса, Сенной рынок, цирка им. братьев Никитиных и автодорожный мост через Волгу.